# Copa de Polonia Femenina
La Copa de Polonia Femenina (en polaco: Puchar Polski kobiet) es una competencia anual de fútbol femenino en Polonia. Su primera edición fue en la temporada 1984-85.

## Finales
Lista de finales de la Copa de Polonia.
| Año       | Campeón                          | Resultado     | Subcampeón           |
| --------- | -------------------------------- | ------------- | -------------------- |
| 1984-85   | Czarni Sosnowiec                 |               |                      |
| 1985-86   | Pafawag Wrocław                  |               |                      |
| 1986-87   | Czarni Sosnowiec                 |               |                      |
| 1987-88   | Pafawag Wrocław                  |               |                      |
| 1988-89   | Czarni Sosnowiec                 |               |                      |
| 1989-90   | Zaglebianka Dabrowa Gornicza     |               |                      |
| 1990-91   | ZTKKF Stilon Gorzow Wielkopolski |               |                      |
| 1991-92   | Stilon Gorzow Wielkopolski       |               |                      |
| 1992-93   | Stilon Gorzow Wielkopolski       |               |                      |
| 1993-94   | Sparta Zlotów                    |               |                      |
| 1994-95   | Czarni Sosnowiec                 |               |                      |
| 1995-96   | Czarni Sosnowiec                 |               |                      |
| 1996-97   | Czarni Sosnowiec                 |               |                      |
| 1997-98   | Czarni Sosnowiec                 |               |                      |
| 1998-99   | Czarni Sosnowiec                 |               |                      |
| 1999-2000 | Czarni Sosnowiec                 |               |                      |
| 2000-01   | Czarni Sosnowiec                 |               |                      |
| 2001-02   | Czarni Sosnowiec                 | 1–1 (4–2 pen) | KS AZS Wrocław       |
| 2002-03   | KS AZS Wrocław                   | 5–2           | Medyk Konin          |
| 2003-04   | KS AZS Wrocław                   | 3–2           | Medyk Konin          |
| 2004-05   | Medyk Konin                      | 2–0           | Czarni Sosnowiec     |
| 2005-06   | Medyk Konin                      | 2–1           | KS AZS Wrocław       |
| 2006-07   | KS AZS Wrocław                   | 3–1           | Medyk Konin          |
| 2007-08   | Medyk Konin                      | 4–3           | Unia Raciborz        |
| 2008-09   | KS AZS Wrocław                   | 3–0           | TKKF Gryf Szczecin   |
| 2009-10   | Unia Raciborz                    | 7–1           | Pogoń Women Szczecin |
| 2010-11   | Unia Raciborz                    | 2–0           | Pogoń Women Szczecin |
| 2011-12   | Unia Raciborz                    | 3–1           | Medyk Konin          |
| 2012-13   | Medyk Konin                      | 2–1           | Unia Raciborz        |
| 2013-14   | Medyk Konin                      | 3–2           | KS AZS Wrocław       |
| 2014-15   | Medyk Konin                      | 5–0           | Górnik Łęczna        |
| 2015-16   | Medyk Konin                      | 5–0           | Górnik Łęczna        |
| 2016-17   | Medyk Konin                      | 2–1           | Górnik Łęczna        |
| 2017-18   | Górnik Łęczna                    | 3–1           | Czarni Sosnowiec     |
| 2018-19   | Medyk Konin                      | 4–3           | Czarni Sosnowiec     |
| 2019-20   | Górnik Łęczna                    | 1-0           | Czarni Sosnowiec     |
| 2020–21   | Czarni Sosnowiec                 | 1–0           | UKS SMS Łódź         |
| 2021–22   | Czarni Sosnowiec                 | 4–0           | KS AZS Wrocław       |